# Tabouna

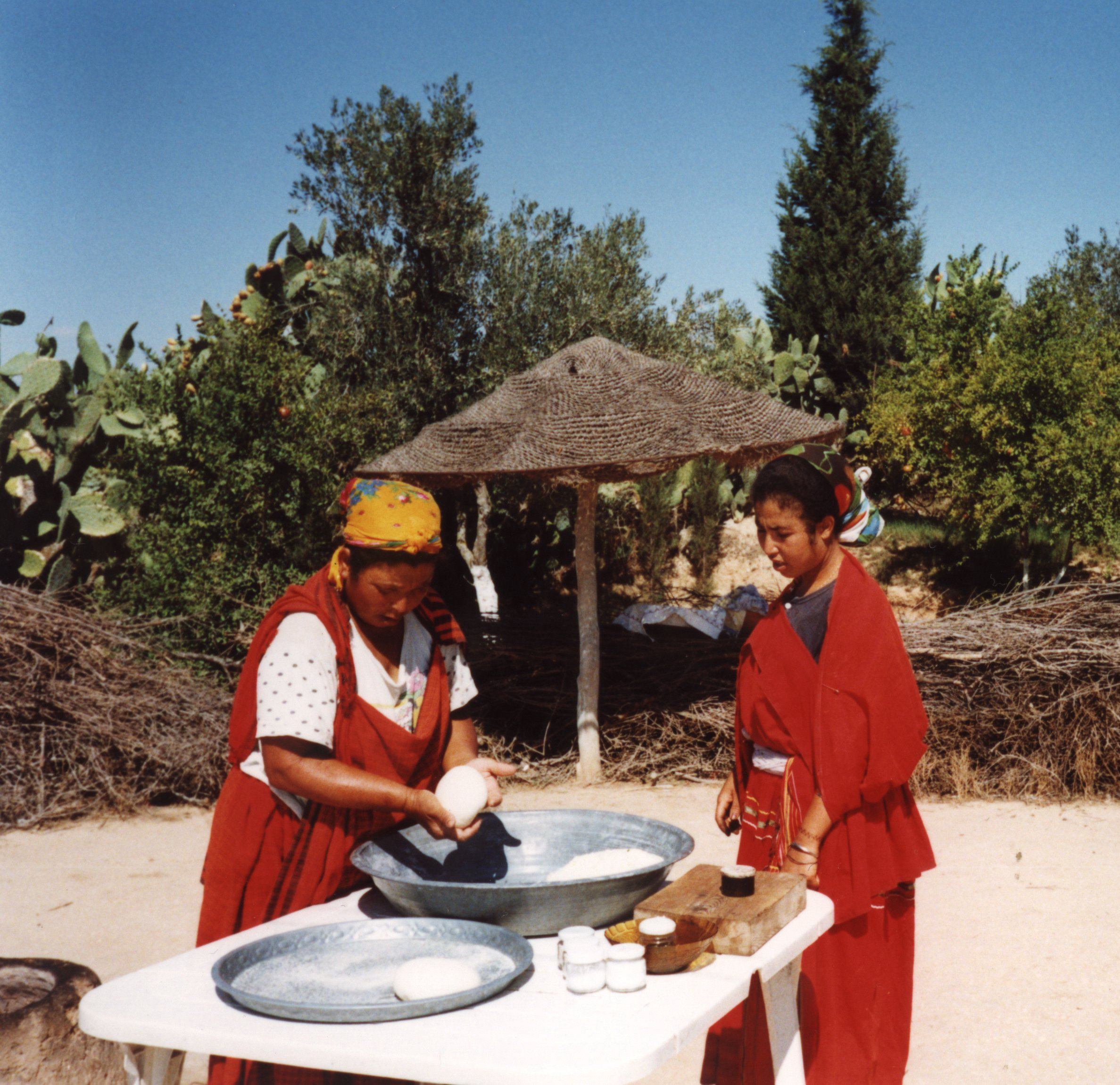
Wypiek chleba

Tabouna – tradycyjny tunezyjski gliniany piec w kształcie komina służący do wypieku chleba o tej samej nazwie. Chleb ten wyrabiany jest z mąki i wody do postaci cienkich placków, które następnie przyklejane są do wewnętrznej ścianki pieca. Kobiety wkładają ciasto ręką przez otwór wylotowy pieca, wcześniej zamaczając ją w wodzie, aby uniknąć poparzenia. Chleb jest gotowy, gdy samoczynnie odpadnie od ścianki i wpadnie do paleniska.